# 西経124度線
西経124度線（せいけい124どせん）は、本初子午線面から西へ124度の角度を成す経線である。北極点から北極海、北アメリカ、太平洋、南極海、南極大陸を通過して南極点までを結ぶ。
西経124度線は、東経56度線と共に大円を形成する。

## 通過する地域一覧
西経124度線は、北極点から南極点まで南に向かって以下の場所を通っている。
| 地理座標                                               | 国土・領土・領海 | 備考 |
| ------------------------------------------------------ | ---------------- | --- |
| 北緯90度0分 西経124度0分 / 北緯90.000度 西経124.000度  | 北極海           | |
| 北緯76度10分 西経124度0分 / 北緯76.167度 西経124.000度 | ボーフォート海   | |
| 北緯75度8分 西経124度0分 / 北緯75.133度 西経124.000度  | マクルアー海峡   | |
| 北緯74度24分 西経124度0分 / 北緯74.400度 西経124.000度 | カナダ           | ノースウエスト準州 — バンクス島 |
| 北緯73度51分 西経124度0分 / 北緯73.850度 西経124.000度 | ボーフォート海   | バーネット湾（英語版） |
| 北緯73度40分 西経124度0分 / 北緯73.667度 西経124.000度 | カナダ           | ノースウエスト準州 — バンクス島 |
| 北緯71度40分 西経124度0分 / 北緯71.667度 西経124.000度 | アムンゼン湾     | |
| 北緯69度23分 西経124度0分 / 北緯69.383度 西経124.000度 | カナダ           | ノースウエスト準州 — グレートベア湖を通過 ユーコン準州（北緯60度6分 西経128度0分 / 北緯60.100度 西経128.000度から7km） - 準州の最東端 ブリティッシュコロンビア州（北緯60度0分 西経128度0分 / 北緯60.000度 西経128.000度から） |
| 北緯49度33分 西経124度0分 / 北緯49.550度 西経124.000度 | ジョージア海峡   | |
| 北緯49度14分 西経124度0分 / 北緯49.233度 西経124.000度 | カナダ           | ブリティッシュコロンビア州 — バンクーバー島 |
| 北緯48度24分 西経124度0分 / 北緯48.400度 西経124.000度 | ファンデフカ海峡 | |
| 北緯48度10分 西経124度0分 / 北緯48.167度 西経124.000度 | アメリカ合衆国   | ワシントン州 オレゴン州（北緯46度16分 西経128度0分 / 北緯46.267度 西経128.000度から） |
| 北緯46度12分 西経124度0分 / 北緯46.200度 西経124.000度 | 太平洋           | アメリカ合衆国オレゴン州の海岸の西を通過 |
| 北緯45度5分 西経124度0分 / 北緯45.083度 西経124.000度  | アメリカ合衆国   | オレゴン州 カリフォルニア州（北緯42度0分 西経128度0分 / 北緯42.000度 西経128.000度から） |
| 北緯39度59分 西経124度0分 / 北緯39.983度 西経124.000度 | 太平洋           | |
| 南緯60度0分 西経124度0分 / 南緯60.000度 西経124.000度  | 南極海           | |
| 南緯73度34分 西経124度0分 / 南緯73.567度 西経124.000度 | 南極大陸         | 領有権主張のない地域 |